# Ignazio Rossi
Ignazio Rossi (né le 3 février 1740 à Viterbe et mort le 25 novembre 1824 à Rome) est un philologue italien du XVIIIe siècle.

## Biographie
Né à Viterbe, d’une famille distinguée, le 3 février 1740, il entra dans la Compagnie de Jésus en 1753 et se fit remarquer de bonne heure par une mémoire heureuse, un goût sûr et une application soutenue. Après avoir fait son noviciat à Rome, il fut chargé de professer successivement les humanités et la rhétorique à Macerata et à Florence. Il enseignait la philosophie et les mathématiques à Spolète, lorsque la société de Jésus fut supprimé. Cet événement le fit retourner à Rome, où il s’appliqua avec ardeur, pendant plusieurs années, à l’étude des langues orientales. Nommé professeur d’hébreu à l’Université pontificale grégorienne, il voulut se charger en outre d’expliquer l’Écriture Sainte ; et il s’acquitta, pendant trente ans, de cette tâche avec beaucoup de succès. Ses recherches philologiques ne l’empêchèrent pas de cultiver les autres branches de la littérature et surtout l’histoire, la chronologie, la numismatique, l’ancienne philosophie et les classiques grecs et latins. Lors du rétablissement de la Compagnie de Jésus par le pape Pie VII, il s’empressa de se réunir à ses confrères, et mourut au Collége romain le 25 novembre 1824.

## Œuvres principales
- Commentationes Laertianæ, Rome, 1788, in-8°. C’est une restauration et un commentaire des passages les plus difficiles de Diogène Laërce. Ce travail fut l’objet d’un rapport à l’Institut de France (classe d’histoire et de littérature) et valut à l’auteur d’être mis au rang des critiques les plus distingués, les plus ingénieux, et des hommes les plus versés dans l’histoire et dans la connaissance des anciens systèmes de philosophie.
- Etymologiæ Ægyptiacæ, Rome, 1808 (lire en ligne).
- un recueil de petites pièces en vers et en prose. Le P. Rossi avait prononcé en 1765, à Florence, un discours remarquable sur l’importance et l’usage de la métaphysique pour défendre la religion contre les incrédules. Il avait terminé une interprétation latine d’un manuscrit en langue copte, tiré de la Bibliothèque Angelica à Rome, et qui contient les petits prophètes. Il y a ajouté des fragments de ces mêmes prophètes en dialecte thébaïque, qu’il traduisit du latin et enrichit de notes. On a trouvé parmi ses manuscrits un commentaire sur la Préparation évangélique d’Eusèbe de Césarée et des éclaircissements sur des inscriptions antiques, ainsi que sur plusieurs écrivains grecs et latins. L’éloge du P. Rossi a été prononcé par M. Laureani, professeur au Collège romain. On trouve sur lui une Notice détaillée au tome XLIII, page 309 de L'Ami de la religion.